# Harriet Primrose, Condessa de Rosebery
Harriet Primrose, Condessa de Rosebery (nascida Clapham), conhecida pelo título de Lady Dalmeny entre 2022 e 2024, é uma consultora de arte britânica. É a segunda esposa de Harry Primrose, 8.º Conde de Rosebery e 4.º Conde de Midlothian, sendo assim a atual Condessa de Rosebery e Condessa de Midlothian.

## Carreira
Clapham atua como consultora de arte, especializada em obras contemporâneas e de mestres antigos. O seu trabalho inclui a participação em importantes leilões, como os realizados pela Christie’s e Sotheby’s, onde faz licitações em nome de clientes. Desempenhou funções na galeria Gagosian em Londres e na Société Générale Private Bank em Zurique, como consultora de arte.
Em 2021, Harriet e Sabine Getty foram anunciadas como co-presidentes do programa inaugural de jovens patrocinadores da National Gallery. A iniciativa, que faz referência à obra Os Embaixadores de Hans Holbein, tem como objetivo envolver o público mais jovem com a coleção e as atividades da galeria.

## Casamento
Em junho de 2021, Harry Primrose, Lorde Dalmeny, anunciou o seu noivado com Harriet. Casaram-se em 2022 no Castelo de Barnbougle.
Após o falecimento do seu sogro, Neil Primrose, 7.º Conde de Rosebery, em 2024, o marido sucedeu ao título de conde, tornando-se ela Condessa de Rosebery e de Midlothian.

## Vida pessoal
Em fevereiro de 2023, participou na inauguração do novo espaço da galeria Saatchi Yates na Bury Street, em St James’s, Londres. O evento contou com uma exposição individual do artista Omar El Lahib e foi frequentado por figuras das comunidades de arte contemporânea e cultura. Após a exposição, os convidados, incluindo Clapham, participaram num jantar privado no Quaglino’s. Em novembro, Harriet coorganizou o lançamento do evento “St. Moritz Pops Up” na Sotheby’s New Bond Street, em conjunto com Irma Camperio Ciani. O evento apresentou uma seleção curada de moda e design inspirados em St. Moritz e incluiu a inauguração de uma exposição do artista suíço Rolf Sachs. Entre os convidados estiveram membros da aristocracia europeia e personalidades dos mundos da arte e da moda, como o Príncipe Philippos e a Princesa Nina da Grécia e Dinamarca, Electra Niarchos e Katrin Henkel.
Em novembro de 2024, ela e Irma Camperio Ciani coorganizaram o lançamento da The Maison, uma loja pop-up em colaboração com a de Gournay, em Chelsea, Londres. Mais tarde no ano, Harriet e o marido participaram num jantar na National Gallery em celebração da inauguração da exposição Francis Bacon: Human Presence, onde estiveram acompanhados por outras personalidades notáveis, incluindo Boris Johnson, James Blunt e a Dama Hannah Rothschild, entre outros.
Ela e o marido assistiram ao leilão Sotheby’s Royal & Noble Jewels, do qual Harry é presidente. O evento incluiu um jantar à luz de velas e contou com a presença de convidados ilustres, como o Marquês e a Marquesa de Blandford, a Viscondessa Chelsea, o Visconde Newport, o Duque de Feria, a atriz Jameela Jamil, entre outros.
Em 2025, participou num leilão no Museu V&A, onde o seu marido, Harry, leiloou uma estadia na SHA Wellness Clinic como parte do Borne’s Wonderland Gala. O evento contou com a presença de cerca de 300 convidados, incluindo a patrocinadora da Borne, a Princesa Beatriz, e o seu marido, Edoardo Mapelli Mozzi. Em maio, Primrose assistiu ao Royal Caledonian Ball no Grosvenor House, acompanhada pelo marido. Entre os convidados estiveram o Conde e a Condessa de Kinnoull, Delphi Primrose, Archie Campbell, o Marquês de Lorne e o Conde e a Condessa de Belfast.